# Charles Russell, baron Russell av Killowen

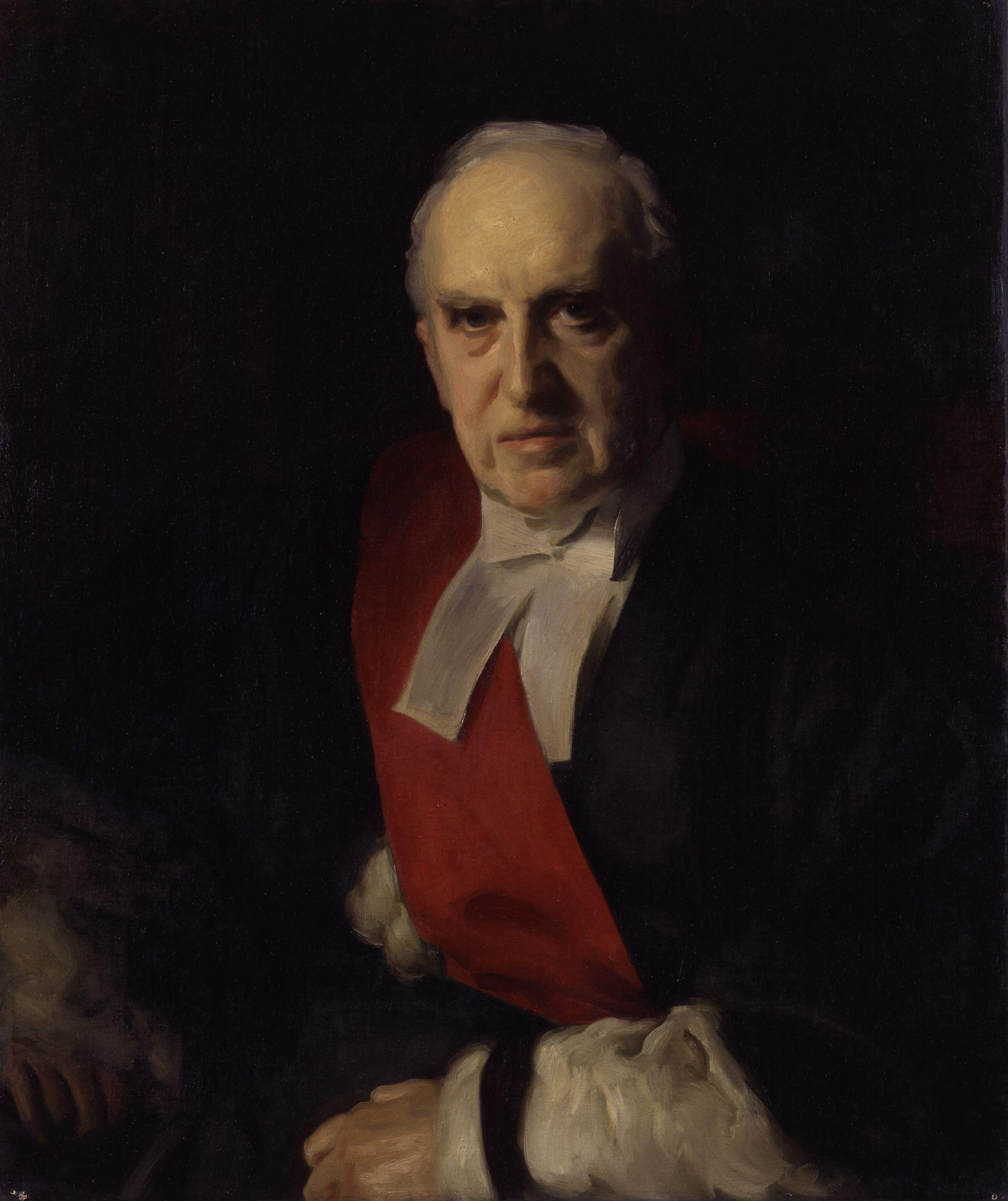
Charles Russell, baron Russell av Killowen, porträtterad av John Singer Sargent 1900.

Charles Arthur Russell, baron Russell av Killowen, född den 10 november 1832 i Newry i grevskapet Down på Irland, död den 10 augusti 1900 i London, var en brittisk jurist och politiker. Han var far till Frank Russell, baron Russell av Killowen och farfar till Charles Ritchie Russell, baron Russell av Killowen.
Russell, som tillhörde en på Irland sedan 1100-talet bosatt släkt, blev 1854 advokat i sin hemstad och 1859 i England. "Hans ståtliga gestalt, sällsporda förmåga af tankekoncentration, snabba uppfattning af de väsentliga momenten i invecklade rättsfall samt rika naturliga vältalighet förde honom småningom fram i främsta ledet af Englands advokater, och många af hans korsförhör med anklagade eller vittnen blefvo vida berömda såsom mönster i sitt slag", skriver Verner Söderberg i Nordisk familjebok. Han invaldes 1880 i underhuset som "oberoende liberal" medlem för en irländsk valkrets, deltog livligt i debatterna om irländska frågor och blev i februari 1886 attorney general i Gladstones tredje ministär, den förste romersk-katolske innehavaren av detta ämbete sedan reformationen; samtidigt erhöll han knightvärdighet. Russell avgick tillsammans med Gladstone i juli samma år. Sin största berömmelse som advokat vann han som Charles Stewart Parnells juridiska ombud inför den kommission, som 1888–1890 undersökte halten av tidningen Times beskyllningar mot Parnell och andra ledande irländska nationalister för medbrottslighet i mordet i Phoenixparken på ministrarna Cavendish och Burke. Russells korsförhör (februari 1889) med Richard Pigott, vilken drevs att erkänna sig ha förfalskat de för Parnell komprometterande breven samt därpå rymde ur landet och (den 5 mars) begick självmord i Madrid, då han skulle häktas, tillhör de mest dramatiska scenerna i engelsk domstolshistoria. Russell blev 1892 attorney general i Gladstones fjärde ministär och förde som sådan 1893 Englands sak inför skiljedomstolen i tvisten med Förenta staterna om rätten till fiske och säljakt i Berings hav. I maj 1894 utnämndes Russell till lord of appeal och blev samtidigt peer för livstid som baron Russell av Killowen. Ett par månader senare utnämndes han till Englands lordöverdomare (lagens förbud för romerska katoliker att bekläda lordkanslersämbetet hade hindrat Gladstone att anförtro honom det). Även som domare efterlämnade den store advokaten ett aktat minne. Russell var 1899 engelsk medlem av skiljedomstolen i tvisten om gränsen mellan Venezuela och Brittiska Guyana.